# Stichopathes abyssicola
Stichopathes abyssicola är en korallart som beskrevs av Louis Roule 1902. Stichopathes abyssicola ingår i släktet Stichopathes och familjen Antipathidae. Inga underarter finns listade i Catalogue of Life.